# 未確認潜水物体
未確認潜水物体（みかくにんせんすいぶったい、英: Unidentified Submerged Object、USO）とは、海や川、湖などで潜水している、正体が特定できない謎の物体のことをいう。
同類語で、潜水するのではなく、空を飛行する未確認飛行物体（UFO）も存在する。多くのUSO目撃事件は、UFO研究家によって調査される。目撃例は、UFOの目撃例の半分にも満たず、USOという名自体、日本ではあまり知られていない。ただし、それらが未確認の生物、潜水艦、水中ドローンを誤認してしまう場合もある。

## 代表的な事件
- 1960年、アルゼンチン中部の大西洋に面する湾で、アルゼンチン海軍が2つの USO を目撃、2週間にわたり追い続けるが見失う。
- 1966年、オーストラリアで、地元住民がバナナを育てる農作業中に USO を突如、目撃。
- 1967年、船に乗ったブラジル人たちが USO を数分間にわたって目撃。
- 2002年5月、海洋研究開発機構が三陸沖の420m深海で、潜航が可能な無人探査機を用いてクラゲイカを撮影していたところ、背景に光る(反射)物体が高速で通過する現象を観測した。
- 2013年8月、米国税関・国境警備隊は、プエルトリコのアグアディラで未確認飛行物体をとらえた。その物体は飛行過程で海へ潜水した。